# Acaraú (ort)
Acaraú är en ort i Brasilien.   Den ligger i kommunen Acaraú och delstaten Ceará, i den östra delen av landet, 1 700 kilometer nordost om huvudstaden Brasília. Acaraú ligger 17 meter över havet och antalet invånare är 28 389.
Terrängen runt Acaraú är mycket platt. Acaraú är det största samhället i trakten.
Omgivningarna runt Acaraú är huvudsakligen savann. Runt Acaraú är det ganska tätbefolkat, med 67 invånare per kvadratkilometer.